# Richaun Holmes
Richaun Diante Holmes (Lockport, Illinois, 15 de octubre de 1993) es un baloncestista estadounidense que pertenece a la plantilla del Panathinaikos B.C. de la A1 Ethniki griega. Con 2,06 metros de estatura, juega en la posición de ala-pívot.

## Trayectoria deportiva

### Universidad
Jugó un año en el junior college de Moraine Valley, donde fue elegido All-American de la División II de la NJCAA tras promediar 19,3 puntos, 9,3 rebotes y 5,2 tapones por partido, siendo elegido además jugador del año de su conferencia.
Esas estadísticas hicieron que los equipos de la División I de la NCAA se fijaran en él, jugando las tres siguientes temporadas con los Falcons de la Universidad Estatal de Bowling Green, en las que promedió 11,5 puntos, 6,5 rebotes y 2,6 tapones por partido siendo incluido, en su última temporada, en el mejor quinteto de la Mid-American Conference y elegido jugador defensivo del año de la conferencia.

### Profesional

#### NBA
El 25 de junio de 2015, fue seleccionado en la trigésimo séptima posición del Draft de la NBA de 2015 por Philadelphia 76ers. El 31 de julio firmó contrato con los Sixers tras promediar 10 puntos y 5 rebotes en los partidos que disputó en la NBA Summer League.
Tras tres temporadas en Philadelphia, el 20 de julio de 2018 fue traspasado a los Phoenix Suns.
Después de un año en Phoenix, el 1 de julio de 2019, firma como agente libre un contrato con Sacramento Kings de $10 millones por 2 años. El 4 de diciembre ante Portland Trail Blazers consigue la máxima anotación de su carrera con 28 puntos.
Tras cuatro temporadas en Sacramento, la noche del draft de 2023, el 23 de junio, es traspasado a Dallas Mavericks junto con los derechos sobre Olivier-Maxence Prosper.
El 8 de febrero de 2024 es traspasado a Washington Wizards a cambio de Daniel Gafford.
Tras temporada y media en Washington, el 29 de junio de 2025, rechaza su opción de jugador y extiende su contrato con los Wizards. Pero días después, el 14 de julio, es cortado, quedando como agente libre.

#### Europa
El 9 de agosto de 2025 firmó contrato por dos temporadas con el Panathinaikos B.C. de la A1 Ethniki griega.

## Estadísticas de su carrera en la NBA

### Temporada regular
| Año     | Equipo       | PJ  | PT  | MPP  | %TC  | %3P  | %TL  | RPP | APP | ROB | TPP | PPP  |
| ------- | ------------ | --- | --- | ---- | ---- | ---- | ---- | --- | --- | --- | --- | ---- |
| 2015-16 | Philadelphia | 51  | 1   | 13.8 | .514 | .182 | .689 | 2.6 | .6  | .4  | .8  | 5.6  |
| 2016-17 | Philadelphia | 57  | 17  | 20.9 | .558 | .351 | .699 | 5.5 | 1.0 | .7  | 1.0 | 9.8  |
| 2017-18 | Philadelphia | 48  | 2   | 15.5 | .560 | .129 | .661 | 4.4 | 1.3 | .4  | .6  | 6.5  |
| 2018-19 | Phoenix      | 70  | 4   | 16.9 | .608 | -    | .731 | 4.7 | .9  | .6  | 1.1 | 8.2  |
| 2019-20 | Sacramento   | 44  | 38  | 28.2 | .648 | -    | .788 | 8.1 | 1.0 | .9  | 1.3 | 12.3 |
| 2020-21 | Sacramento   | 61  | 61  | 29.2 | .637 | .182 | .794 | 8.3 | 1.7 | .6  | 1.6 | 14.2 |
| 2021-22 | Sacramento   | 45  | 37  | 23.9 | .660 | .400 | .778 | 7.0 | 1.1 | .4  | .9  | 10.4 |
| 2022-23 | Sacramento   | 42  | 1   | 8.3  | .618 | .625 | .789 | 1.9 | .2  | .1  | .3  | 3.1  |
| 2023-24 | Dallas       | 23  | 2   | 10.3 | .559 | —    | .571 | 3.4 | .7  | .1  | .4  | 3.4  |
| 2023-24 | Washington   | 17  | 8   | 18.7 | .557 | .333 | .846 | 6.1 | .6  | .5  | .6  | 7.1  |
| 2024-25 | Washington   | 31  | 7   | 17.2 | .647 | .000 | .833 | 5.7 | 1.4 | .3  | .7  | 7.4  |
| Total   | Total        | 489 | 178 | 19.1 | .605 | .269 | .751 | 5.3 | 1.0 | .5  | .9  | 8.5  |

### Playoffs
| Año   | Equipo       | PJ | PT | MPP | %TC  | %3P | %TL | RPP | APP | ROB | TPP | PPP |
| ----- | ------------ | -- | -- | --- | ---- | --- | --- | --- | --- | --- | --- | --- |
| 2018  | Philadelphia | 3  | 0  | 3.7 | .000 | -   | -   | .3  | .3  | .0  | .0  | .0  |
| Total | Total        | 3  | 0  | 3.7 | .000 | -   | -   | .3  | .3  | .0  | .0  | .0  |

## Vida personal
Richaun es hijo de dos Doctors of Divinity que dirigen una iglesia en el área de Chicago.
Al término de la temporada 2021-22 se produjo un incidente familiar que le mantuvo fuera de las pistas varios encuentros. La exmujer de Holmes asegura que en el mes de febrero el jugador, "en un ataque de frustración", propinó un golpe a su hijo de seis años en la cabeza que le hizo sangrar. Richaun y su expareja se encontraban en pleno proceso por determinar la custodia del niño, y se ordenó a Holmes permanecer alejado de ella y del infante hasta su cita en el tribunal ese mismo mes de marzo.